# Jean Lazaropoulos
 (mars 2021).
La mise en forme du texte ne suit pas les recommandations de Wikipédia : il faut le « wikifier ».
Les points d'amélioration suivants sont les cas les plus fréquents :
- Les titres sont pré-formatés par le logiciel. Ils ne sont ni en capitales, ni en gras.
- Le texte ne doit pas être écrit en capitales (les noms de famille non plus), ni en gras, ni en italique, ni en « petit »…
- Le gras n'est utilisé que pour surligner le titre de l'article dans l'introduction, une seule fois.
- L'italique est rarement utilisé : mots en langue étrangère, titres d'œuvres, noms de bateaux, etc.
- Les citations ne sont pas en italique mais en corps de texte normal. Elles sont entourées par des guillemets français : « et ».
- Les listes à puces sont à éviter, des paragraphes rédigés étant largement préférés. Les tableaux sont à réserver à la présentation de données structurées (résultats, etc.).
- Les appels de note de bas de page (petits chiffres en exposant, introduits par l'outil «  Source ») sont à placer entre la fin de phrase et le point final[comme ça].
- Les liens internes (vers d'autres articles de Wikipédia) sont à choisir avec parcimonie. Créez des liens vers des articles approfondissant le sujet. Les termes génériques sans rapport avec le sujet sont à éviter, ainsi que les répétitions de liens vers un même terme.
- Les liens externes sont à placer uniquement dans une section « Liens externes », à la fin de l'article. Ces liens sont à choisir avec parcimonie suivant les règles définies. Si un lien sert de source à l'article, son insertion dans le texte est à faire par les notes de bas de page.
- La présentation des références doit suivre les conventions bibliographiques. Il est recommandé d'utiliser les modèles {{Ouvrage}}, {{Chapitre}}, {{Article}}, {{Lien web}} et/ou {{Bibliographie}}. Le mode d'édition visuel peut mettre en forme automatiquement les références.
- Insérer une infobox (cadre d'informations à droite) n'est pas obligatoire pour parachever la mise en page.

Pour une aide détaillée, merci de consulter Aide:Wikification.
Si vous pensez que ces points ont été résolus, vous pouvez retirer ce bandeau et améliorer la mise en forme d'un autre article.
Jean Lazaropoulos (vers 1310 - 1369) était le métropolite de Trébizonde (sous le nom de Joseph) de 1364 à novembre 1367 et un écrivain religieux.

## Biographie
La première mention de Jean Lazaropoulos est un banquet au monastère Saint Eugène à Trébizonde auquel il a assisté, pour célébrer la Transfiguration du Christ (6 août); parmi les invités se trouvait le protovestiaire Constantine Loukites, que Lazaropoulos décrit comme «un grand homme en paroles et en actes». Il date ce banquet à la fin de "mon troisième âge", et fait allusion au fait que ses deux parents étaient vivants, ce qui conduit Jan Olof Rosenqvist à conclure que Lazaropoulos avait environ 21 ans.
Il fut plus tard fait sacristain ( skeuophylax ), marié et eut deux fils en 1340. Peu de temps après la mort de l'empereur de Trébizonde, Basile, la même année, Lazaropoulos quitta Trébizonde lorsque la femme de Basile, Irène et ses deux fils, furent envoyés en exil à Constantinople. Lazaropoulos était accompagné de son fils Constantin à Constantinople, où il organisa son éducation. À Constantinople, son autre fils Théophane mourut et sa femme les rejoignit dans la ville.
Lorsque l'empereur byzantin Jean VI Kantakouzenos apprit en 1349 que l'empereur de Trébizonde Michel était à la fois impopulaire et (selon les mots de Lazaropoulos) "brutal et frivole aussi bien que vieux et sans enfant", Jean IV décida d'intervenir dans la politique de Trébizonde en envoyant le jeune Jean Comnène (qui sera couronné sous le nom d'Alexis III  ) à Trebizond pour remplacer Michel. L'empereur byzantin demanda à John Lazaropoulos d'escorter le garçon et son entourage à Trébizonde. Ils devaient partir à la fin de l'année, alors que le temps sur la mer Noire était connu pour être perfide, et Lazaropoulos hésita à naviguer jusqu'à ce que Saint Eugène lui apparaisse dans un rêve et assure à Lazaropoulos qu'il aurait un bon voyage. Le groupe est arrivé à Trébizonde le 22 décembre.
Le 27 octobre 1363, Niphon, le métropolite de Trébizonde, fut arrêté pour sa complicité dans un attentat contre la vie de l'empereur Alexis peu de temps auparavant, et fut exilé au monastère de Sumela. Lorsque Niphon mourut le 18 mars de l'année suivante, Jean fut nommé son successeur et se rendit à Constantinople pour la consécration par le patriarche Philothée peu de temps après l'intronisation de Philothée le 8 octobre. Jean était de retour à Trébizonde le dimanche de Pâques, le 13 avril 1365.
Selon Michel Panaretos, Jean démissionna de ses fonctions le 15 novembre 1367, se retirant au monastère de Panagia Eleousa, près du port de Daphnous, à côté de Leonkastron (près de Trébizonde) ; il fut remplacé par un moine du mont Athos, Théodose de Thessalonique. L'année suivante, le 19 juillet, il s'enfuit à Constantinople en raison de raids pirates effectués sur l'Araniotai, qui comprend l'île d'Ares (l'île moderne de Giresun). William Miller considère que ces raids maritimes sont les actes des Turcs ottomans, les futurs conquérants de Trébizonde, bien qu'Anthony Bryer pense que ce raid "à cette date est plus susceptible de représenter des corsaires sinopitains ou turkmènes locaux".

## Œuvres
Lazaropoulos a écrit deux pièces sur saint Eugenios de Trébizonde : un Logos qui couvre la vie et la mort du saint; et un Synopsis contenant 33 miracles du saint, dont deux qui impliquaient Lazaropoulos, mais plus particulièrement la participation rapportée du saint au siège de 1224 de Trébizonde . Tous deux ont été édités par A. Papadopoulos-Kerameus, dans ses Fontes Historiae Imperii Trapezuntini, vol. 1. (Plus de volumes publiés. ) Ils ont été traduits avec un texte grec en vis-à-vis dans Jan Olof Rosenqvist, The Hagiographic Dossier of St Eugenios of Trebizond in Codex Athous Dionysiou 154 (Uppsala 1996)).